# Регли, Франческо
Франческо Регли (итал. Francesco Regli; 1802, Милан — 10 марта 1866, Турин) — итальянский писатель, драматург, журналист, критик и издатель.
Учился в монастырской школе в миланском дворце Кальки-Таэджи, где увлёкся литературой и философией благодаря преподававшему там Джованни Дзуккале. В 1823 году поступил на юридический факультет Павийского университета, однако не окончил его.
Дебютировал в литературе в 1824 году сентиментальным романом «Два отшельника, или Могила любви» (итал. I due romiti, ossia La tomba d’amore) и комедией «Добродетельное предательство» (итал. Il tradimento virtuoso), с успехом поставленной в Павии. Театральный успех побудил Регли продолжить занятия драматургией: последовали драма «Селия и Эрвин» (1826), комедия «Бильярдист» (итал. Il giuocatore di bigliardo; 1827) и драма на сюжет из локальной истории Павии «Стефано II» (1828). Ориентирами для Регли выступали как классическая итальянская драматургия Карло Гольдони, так и модные оперные либретто Феличе Романи.
В 1829 году попробовал себя как журналист, основав еженедельный журнал La Minerva ticinese (с итал. — «Минерва из Тичино»). В 1831 году перенёс издание в Милан, оставив название «Минерва», но вынужден был вскоре закрыть его. В 1834 году начал выступать как музыкальный и театральный критик в журналах Il barbiere di Siviglia и Corriere delle Dame; как критик сформировался под влиянием Джачинто Баттальи.
В 1835 году вновь открыл собственное печатное издание — посвящённый искусству, культуре и науке журнал «Пират» (итал. Il Pirata), выходивший раз в две недели. Регли выпускал журнал в Милане вплоть до миланского восстания 1848 года, после которого перебрался в Турин и возобновил издание там. В 1846 году опубликовал роман «Первое ноября 1755 года» (итал. Il primo novembre del 1755), посвящённый Лиссабонскому землетрясению. В Турине в 1850 году выпустил сборник биографических заметок о деятелях искусства «Живые и мёртвые» (итал. Morti e vivi), который стал первым наброском к наиболее известному труду Регли — изданному в 1860 году «Биографическому словарю самых знаменитых поэтов и оперных артистов, трагиков и комиков, дирижёров, музыкантов, хореографов, мимов, балерин, сценографов, журналистов, импресарио и т. д. и т. п., расцветавших в Италии с 1800 по 1860 год» (итал. Dizionario biografico dei più celebri poeti ed artisti melodrammatici, tragici e comici, maestri, concertisti, coreografi, mimi, ballerini, scenografi, giornalisti, impresarii, ecc. ecc. che fiorirono in Italia dal 1800 al 1860) — посвящённому в первую очередь оперным певцам, субъективному в оценках, но интересному множеством деталей и свидетельств из первых рук.
В последние годы жизни написал «Гимн в честь Виктора Эммануила II» (итал. l’Inno in onore di Vittorio Emanuele II; 1861), положенный на музыку Луиджи Ардити, похвальные речи в честь Джоакино Россини (1864) и Феличе Романи (1865), а также книгу «История скрипки в Пьемонте» (итал. Storia del violino in Piemonte; 1863).
Умер от инсульта. Журнал «Пират» перешёл под контроль журналиста Роберто Монкальво, затем в 1869—1876 гг. его возглавлял композитор и журналист Коринно Мариотти, отсудивший, по сообщению «Миланской музыкальной газеты», единоличное владение изданием у бывшей любовницы Регли, венецианской певицы Элизы Карнио. «Пират» продолжал выходить до 1891 года.